# Santana do Mundaú (ort)
Santana do Mundaú är en ort i Brasilien.   Den ligger i kommunen Santana do Mundaú och delstaten Alagoas, i den östra delen av landet, 1 500 km nordost om huvudstaden Brasília. Santana do Mundaú ligger 229 meter över havet och antalet invånare är 6 439.
Terrängen runt Santana do Mundaú är kuperad åt nordost, men åt sydväst är den platt. Santana do Mundaú ligger nere i en dal. Runt Santana do Mundaú är det ganska tätbefolkat, med 62 invånare per kvadratkilometer.. Det finns inga andra samhällen i närheten.
Omgivningarna runt Santana do Mundaú är en mosaik av jordbruksmark och naturlig växtlighet.